# Planzer Holding
Die Planzer Holding AG ist ein Schweizer Transport-, Lagerlogistik- sowie ein Postunternehmen mit Sitz in Seewen, Gemeinde Schwyz. Der Operative Hauptsitz liegt in der Stadt Dietikon im Kanton Zürich.

## Geschichte
Das Unternehmen wurde 1936 von Max Planzer senior als Fuhrunternehmen für den Warentransport zwischen dem Bahnhof Dietikon und den Gewerbetreibenden der kleinen Stadt und ihrer Umgebung gegründet.
1966 wurde das Unternehmen in eine Aktiengesellschaft umgewandelt. Zwei Jahre später folgte die Übernahme der Euler Transport AG in Zürich.
In den 1970er- und 1980er-Jahren eröffnete Planzer ihre ersten Filialen unter anderem in den für den Warentransport wichtigen Standorten Genf, Chiasso, Basel und Zürich-Flughafen.
Mit der Mitgründung der Transito Spedition GmbH in Uettingen (Deutschland) 1978 und der Gründung der Planzer Trasporti S.r.L. in Como (Italien) 1989 expandierte Planzer in das benachbarte Ausland. 1988 eröffnete das Unternehmen sein erstes Logistikzentrum in Kaiseraugst, dem 1991 ein weiteres in Villmergen folgte.
1993 übernahm Planzer das 1894 gegründete Transportunternehmen Gebr. Kuoni AG mit den Standorten Chur und Samedan. 1994 beteiligte sich Planzer an der auf Nachtservice spezialisierten Quali-Night AG. Mit der Gründung der Planzer Transports Sàrl in Frisange (Luxemburg) 1995 weitete das Unternehmen seine Auslandpräsenz weiter aus. 1996 beteiligte sich Planzer an der Privatisierung der 1981 als Betriebsteil der SBB gegründeten Cargo Domizil AG in Bern.
Ab Ende der 1990er-Jahre begann Planzer eine ganze Reihe kleinerer Transport- und Logistikunternehmen zu übernehmen und wuchs damit zu einem der führenden Unternehmen der Logistik- und Transportbranche in der Schweiz.
2014 nahm Planzer als eines der ersten Transportunternehmen der Schweiz einen Elektro-LKW in seine Flotte auf und bedient damit primär die grösseren Schweizer Städte.
2014 übernahm die Planzer Transport AG die Spedition Maier in Singen und 2016 die Spedition Decker mit Sitz in Achern.
Planzer Transport, Camion-Transport, Galliker Holding und Bertschi beteiligten sich 2019 über die Swiss-Combi AG mit 35 % an SBB Cargo. Planzer hält 40 % der Swiss-Combi-Aktien.
2024 ist Planzer mit der Übernahme der beiden Postdienstleister Quickpac und Quickmail ins Briefpostgeschäft eingestiegen. Während Quickmail als Marke und eigenständige Organisation weitergeführt werden soll, werde Quickpac in Planzer Paket integriert.

## Unternehmen
Planzer verfügt in der Schweiz über 69 Standorte sowie weitere in Italien, Luxemburg, Deutschland, Frankreich, Liechtenstein sowie in Hongkong und erbringt mit rund 2500 Fahrzeugen Transportleistungen in den Bereichen Stückgut, Teil- und Komplettladung, Nachtservice, kombinierter Verkehr, Luftfracht-Ersatz-Verkehr sowie temperaturgeführte Transporte.
Zudem verfügt Planzer über rund 1'040'000 m² Lagerfläche und bietet logistische Systemleistungen an.
Seit 2018 wird die Dienstleistung Planzer-Paket angeboten, bei der Sendungen bis 30 kg transportiert werden.
Rund 50 Prozent des Umsatzes entfallen auf nationale Strassentransporte. Die übrigen 50 Prozent verteilen sich auf internationale Transporte, Lagerlogistik, Planzer Homeservice (Auslieferung und Montage von Möbeln und Haushaltsgeräten), Spezialtransporte, Privat- und Geschäftsumzüge sowie Paketdienst.
Das Unternehmen befindet sich vollständig im Besitz der Familie Planzer und beschäftigt über 5600 Mitarbeitende, davon über 350 Auszubildende. Planzer Holding unterhält mehr als 2000 Fahrzeuge. 2024 generierte die Planzer Holding AG mehr als 1,2 Mrd. CHF Umsatz.

## Kritik
Die Planzer KEP AG und die Quali-Night AG, beides Tochterfirmen der Planzer Holding AG, verletzten gemäss Bundesverwaltungsgericht die Maximalarbeitszeiten. Als Anbieterin von Postdienstleistungen, die keinen Generalarbeitsvertrag abgeschlossen hat, dürfen ihre Mitarbeitenden maximal 44 Stunden pro Woche arbeiten. Die Planzer KEP definierte stattdessen eine Normalarbeitszeit von 48 Stunden.
Bis Ende 2022 sollen einzelne Fahrer vom Standort in Zürich laut einer Recherche von SRF Arbeitsbedingungen wie 13-Stunden-Arbeitstage ohne Zeit für WC-Pausen erduldet haben müssen. Sie seien angehalten worden, Fahrzeuge zu überladen und Fahrtenschreiber abzuschalten.
Die Gewerkschaft syndicom, der Personalverband transfair und das Familienunternehmen Planzer mit ihrem Paketservice «Planzer Paket» haben erfolgreich einen GAV ausgehandelt, welcher per 1. Oktober 2023 in Kraft getreten ist.

## Tochterfirmen
Das Unternehmen hat mehrere Tochterfirmen, darunter folgende:

### Schweiz
- Planzer Transport AG
- Planzer KEP AG
- Schönholzer
- Helveticor AG
- Wespe Transport
- Ritschard SA
- WMA Transport AG
- WMA Wertstoff AG
- Euler Transport AG
- Port-franc et Entrepôts de Lausanne-Chavornay S.A. (Pesa AG)
- Quickmail Planzer AG[11]
- Quickpac Planzer AG[11]

Marken
- Paul Leimgruber[12]
- Röösli Transport[13]
- Marti Logistik[14]
- Ruckstuhl Transport[15]
- Gebr. Kuoni Transport AG[16]
- Senn Transport[17]
- Alpin Cargo[18]
- Tz Transport[19]
- Planzer Transports SA[20]

Nicht zu 100 % zu Planzer:
- Quali-Night AG
- CDS Cargo Domizil AG
- Global Airlift Solutions Ltd. (GAS) 25 %[21]
- Hardfeld Logistik AG (Spross Zürich)
- Termi SA
- Hupac SA
- Hupac Intermodal SA
- Sea Broker Aviation AG
- Healt Supply AG

Andere Bereiche als Transport:
- Planzer Technik AG
- Polysys AG
- Planzer Informatik AG
- Planzer Leasing AG
- Techgroup Schweiz AG - Maison du Software
- Planzer Support AG
- Planzer Familienholding AG
- Personalvorsorgestiftung der Planzer Transport AG
- Planzer Synergistics AG
- Planzer Immobilien AG
- NF Immobilien AG
- TM Transport & Management Holding AG
- Venoge Parc
- Hardworker AG
- Kormos Holding AG
- Runista AG
- Confreight AG
- Trans Vision AG

### Deutschland
- Maier Spedition AG
- Decker + Co GmbH

### Italien
- Como Docks S.r.I
- Planzer Trasporti S.r.I.
- Sifte Berti S.r.l

### Frankreich
- Rapides Savoyards S.a.r.l
- Fernex S.a.r.l

### Luxemburg
- Planzer Transport S.a.r.l

### Hongkong
- Ritschard Limited HK